# Hugh Fraser
Hugh Fraser (Londra, 23 ottobre 1945) è un attore, regista teatrale e scrittore britannico.

## Primi anni di vita
Nato a Westminster nel 1945, ma cresciuto nelle Midlands, Hugh Fraser ha studiato recitazione alla Webber Douglas Academy of Dramatic Art e alla London Academy of Music and Dramatic Art. Come membro del gruppo folk Telltale, Hugh ha co-scritto ed eseguito la colonna sonora di Rainbow, serie televisiva per bambini di ITV.

## Carriera
La prima grande occasione di Fraser arrivò dopo aver interpretato Anthony Eden nella serie televisiva del 1978 Edward & Mrs. Simpson, con Edward Fox, dopo di che è stato spesso scelto come personaggi della classe superiore o aristocratici, come Mr Talmann in The Draughtsman's Contract di Peter Greenaway.
È apparso regolarmente al cinema e in televisione ed è meglio conosciuto per la sua interpretazione del capitano Hastings nella serie televisiva Poirot di Agatha Christie al fianco di David Suchet, e per il suo ruolo di Duca di Wellington (in sostituzione di David Troughton) nella serie televisiva Sharpe. Ha anche narrato gli audiolibri di Poirot, tra cui Elephants Can Remember.
Negli anni ottanta è apparso nel thriller della BBC Edge of Darkness. Fraser può essere ascoltato spesso mentre racconta gli audiolibri delle opere di Christie, che sono attualmente pubblicati dagli editori HarperCollins. Negli ultimi anni è stato tutor associato, regista e membro della giuria presso la Royal Academy of Dramatic Art, specializzata in Shakespeare. 
I suoi crediti cinematografici includono Pantera Rosa - Il mistero Clouseau, La carica dei 101 e Giochi di potere insieme al suo co-protagonista Sean Bean. Ha anche lavorato in teatro, interpretando Claudio in Molto rumore per nulla con la Royal Shakespeare Company nel 1979. Ha recitato in Doctor Who nei film audio Circular Time (2007) e Cradle of the Snake (2010), e nel 2003, accanto a Martin Shaw in Death in Holy Orders.
Fraser è diventato anche uno scrittore; il suo primo romanzo, Harm, è stato pubblicato nel 2015, seguito da Threat nel 2016.  Il terzo della serie Rina Walker, Malice, è uscito nell'ottobre 2017.

## Vita privata
È sposato con l'attrice Belinda Lang, da cui ha avuto una figlia, Lily.

## Filmografia parziale

### Cinema
- Deviation (1971)
- The Ritz (1976)
- I duellanti (The Duellists) (1977)
- Una strada, un amore (1979)
- Firefox - Volpe di fuoco (1982)
- I misteri del giardino di Compton House (The Draughtman's Contract) (1982)
- The Missionary (1982)
- Sulle orme della Pantera Rosa (1983)
- Giochi di potere (Patriot Games), regia di Phillip Noyce (1992)
- La carica dei 101 - Questa volta la magia è vera (1996)
- Il Battaglione Perduto (2001)
- Chaos and Cadavers (2003)

### Televisione
- La vera storia di Jack lo squartatore (Jack the Ripper), regia di David Wickes – miniserie TV (1988)
- Poirot - serie TV, 43 episodi (1989-2013)

## Doppiatori italiani
Nelle versioni in italiano delle opere in cui ha recitato, Hugh Fraser è stato doppiato da:
- Francesco Vairano in I misteri del giardino di Compton House
- Nando Gazzolo ne La vera storia di Jack lo squartatore
- Oliviero Dinelli in Poirot(st. 1)[1]
- Gino La Monica in Poirot (st. 2-13)[1]
- Marco Mete in Giochi di potere
- Sandro Pellegrini in La carica dei 101 - Questa volta la magia è vera
- Giorgio Locuratolo ne Il Mistero dei Teschi di Cristallo